# Зарецк
Зарецк (укр. Заріцьк) — село в Дядьковичской сельской общине Ровненского района Ровненской области Украины.
Население по переписи 2001 года составляло 377 человек. Почтовый индекс — 35362. Телефонный код — 362. Код КОАТУУ — 5624686705.

## История
На территории села во времена Киевской Руси находился город Заречск. Первое упоминание города в Ипатьевской летописи приходится на 1106 год: «повоеваша Половци около Заречска». Однако среди историков нет единого мнения насчёт локализации данного Заречска. Согласно одной из версий, здесь речь идёт о городе-крепости на реке Суле либо на реке Стугне близ Василькова (городище Заречье).
Следующее упоминание Зареческа летопись датирует 1151 годом, когда волынский князь Изяслав Мстиславич, идя походом на Киев, сжёг город: «Изяславъ же пришедъ и ста выше Пересопници, и пожьже Зареческъ». Это упоминание уже без сомнений касается нынешнего Зарецка на Стубле. Его городище, исследованное С. В. Терским и Б. А. Прищепой, расположено на мысу в южной части села. С северо-запада к нему прилегают два селища, на которых были найдены артефакты древнерусского времени, наиболее ранние из которых относятся к X веку. Площадь поселения достигает 10 га. Находок, относящихся к эпохе после сожжения города в середине XII века, значительно меньше. В дальнейшем поселение существовало как село. В середине XVI века оно принадлежало богатому роду Зарецких, позже перешло во владение князей Острожских.